# Stegolepis maguireana
Stegolepis maguireana är en gräsväxtart som beskrevs av Julian Alfred Steyermark. Stegolepis maguireana ingår i släktet Stegolepis och familjen Rapateaceae. Inga underarter finns listade i Catalogue of Life.